# Gabriel Pierné
Henri Constant Gabriel Pierné (Metz, 16 agosto 1863 – Ploujean, 17 luglio 1937) è stato un compositore, organista e direttore d'orchestra francese.

## Biografia
Nato in una famiglia di musicisti (sua madre era insegnante di pianoforte e suo padre insegnante di canto) Gabriel Pierné studiò al Conservatorio di Parigi, dove fu allievo di Albert Lavignac, Antoine François Marmontel, Émile Durand, César Franck (per organo) e Jules Massenet (per composizione); al Conservatorio conobbe fra gli altri Claude Debussy, di cui fu sempre molto amico. Fu uno studente molto brillante: ottenne il primo premio per il solfeggio, pianoforte (1879), contrappunto e fuga (1881), organo (1882); nel 1882 vinse il Prix de Rome con la cantata Edith.
Nel 1890 Pierné successe a Franck, morto quell'anno, come organista titolare della basilica delle Sante Clotilde e Valeria a Parigi: vi rimase per otto anni, finché nel 1898 non fu sostituito da Charles Tournemire.
In vita Pierné ebbe fama soprattutto come direttore d'orchestra. Nel 1903 divenne assistente di Édouard Colonne, e quindi vicedirettore dell'Orchestre Colonne, una prestigiosa orchestra sinfonica, di cui fu direttore unico dal 1910 al 1934. Raggiunse una grande reputazione come direttore ed ebbe la possibilità di far entrare in repertorio numerose opere contemporanee (di Claude Debussy, Ravel, Roussel, Stravinskij, Milhaud, Vierne, Enescu, ecc.). Diresse fra l'altro alcune delle prime rappresentazioni dei Balletti russi di Djagilev a Parigi tra cui L'uccello di fuoco di Stravinskij nel 1910.
Come compositore, la produzione di Pierné fu abbondante ed eclettica. Limitandosi a realizzazioni teatrali, scrisse opéra comique, comédie lyrique e drame lyrique, balletti e pantomime (fra cui le famose Impressions de music-hall), musiche di scena per numerosi drammi: scrisse grandi opere corali o sinfonico-corali (la più nota è La Croisade des Enfants), musica sinfonica e concerti per piano e orchestra, musica da camera (un quintetto, un trio, un quartetto per sassofono), pagine pianistiche.
Fra le numerose onorificenze: ricevette la Légion d'honneur nel 1900; divenne membro dell'Academie des Beaux Arts nel 1924.

## Musica da camera
- Solo de Concert per fagotto e pianoforte
- Canzonetta per clarinetto e pianoforte
- Introduction et varations sur une ronde populaire per quartetto di sassofoni
- Pièce en Sol mineur pour hautbois et piano

### Composizioni per orchestra
- Serenata d'archi
- Trois pièces formant suite de concert, 1883
- Suite No. 1, 1883
- Envois de Rome (Suite – Ouverture – Les Elfes), ca. 1885
- Fantaisie-ballet, per pianoforte e orchestra, 1885
- Concerto per pianoforte e orchestra, Op. 12, 1886
- Scherzo-caprice, per pianoforte e orchestra, 1890
- Ballet de cour, 1901
- Concertstück, per arpa e orchestra, 1903
- Poème symphonique, per pianoforte e orchestra, 1903
- Due suite da Ramuntcho, 1910
- Paysages franciscains, Op. 43, 1920
- Fantasie basques, per arpa e orchestra, 1927
- Divertissement sur un thème pastoral, Op. 49, 1932
- Gulliver au pays de Lilliput, 1935
- Viennoise, suite, Op. 49bis, 1935

### Composizioni per banda
- Marche des petits soldats de plomb (Marcia dei soldatini di piombo)
- Marche solennelle, 1899
- Petit Gavotte et Farandole
- Ramuntcho

### Opere liriche
- La coupe enchantée (opéra comique), 1895
- Vendée (Drame lyrique), 1897
- La fille de Tabarin (comédie lyrique), 1901
- On ne badine pas avec l'amour (comédie lyrique), 1910
- Sophie Arnould (comédie lyrique), 1927
- Fragonard (comédie lyrique), 1934 al Théâtre du Châtelet di Parigi con André Baugé

### Oratori
- L'An Mille, 1897
- La Croisade des Enfants, 1902
- Saint François d'Assise, 1912

### Balletti
- Le Collier de Saphir, 1891
- Les joyeuses commères de Paris, 1892
- Bouton-d'or, 1895
- Cydalise et le chèvre-pied, 1923 al Palais Garnier di Parigi
- Impressions de music-hall, 1927
- Giration, 1934
- Images, 1935 al Palais Garnier di Parigi

### Musica di scena
- Yanthis, 1894
- La princesse lontaine, 1895
- La Samaritaine, 1897
- Ramuntcho, 1908
- Les Cathédrales, 1915

### Composizioni per pianoforte
- Étude de concert in C minor, Op. 13
- Album pour mes petits amis, Op. 14

### Composizioni per arpa
- Impromptu-Caprice, Op. 9